# Lachnaea laniflora
Lachnaea laniflora är en tibastväxtart som först beskrevs av Charles Henry Wright, och fick sitt nu gällande namn av P. Bond. Lachnaea laniflora ingår i släktet Lachnaea och familjen tibastväxter. Inga underarter finns listade i Catalogue of Life.